# USS California (CGN-36)
El USS California (CGN-36) fue un crucero lanzamisiles de propulsión nuclear que sirvió en la Armada de los Estados Unidos entre 1974 y 1999. Conformó, junto al USS South Carolina, la clase California.

## Historia
El USS California fue construido por el Newport News Shipbuilding Company, que puso la quilla el 23 de enero de 1970, y botó el caso el 22 de septiembre de 1971. El buque entró en servicio el 16 de febrero de 1974. Inicialmente, los clase California estaban designados como fragatas lanzamisiles (DLGN) y, en 1975, fueron designados como cruceros lanzamisiles (CGN).
Pasó a retiro el 9 de julio de 1999.